# Gorges (Somme)
Gorges település Franciaországban, Somme megyében. Lakosainak száma 38 fő (2022. január 1.). Gorges Bernaville, Berneuil, Épécamps, Fienvillers, Lanches-Saint-Hilaire és Fieffes-Montrelet községekkel határos.

## Népesség
A település népességének változása:
| Lakosok száma | 42   | 42   | 40   | 39   | 38   | 38   | 38   | 38   |
|               | 2013 | 2015 | 2017 | 2018 | 2019 | 2020 | 2021 | 2022 |